# Macquarie Infrastructure Group
 (juillet 2018).
Si vous disposez d'ouvrages ou d'articles de référence ou si vous connaissez des sites web de qualité traitant du thème abordé ici, merci de compléter l'article en donnant les références utiles à sa vérifiabilité et en les liant à la section « Notes et références ».
Macquarie Infrastructure Group est une entreprise australienne qui faisait partie de l'indice S&P/ASX 50. Macquarie Group est un prestataire mondial de services bancaires, financiers,et d'investissement. Macquarie Infrastructure Group une institution financière mondiale avec 15 500 personnes dans plus de 28 pays.